# Johnny Lockett
Johnny Lockett (8 december 1915 – 8 december 2004) was een Brits motorcoureur die racete in de jaren dertig, de jaren veertig en de jaren vijftig. Zijn beste seizoen was dat van 1951, toen hij als derde eindigde in het wereldkampioenschap 350 cc.

## Carrière

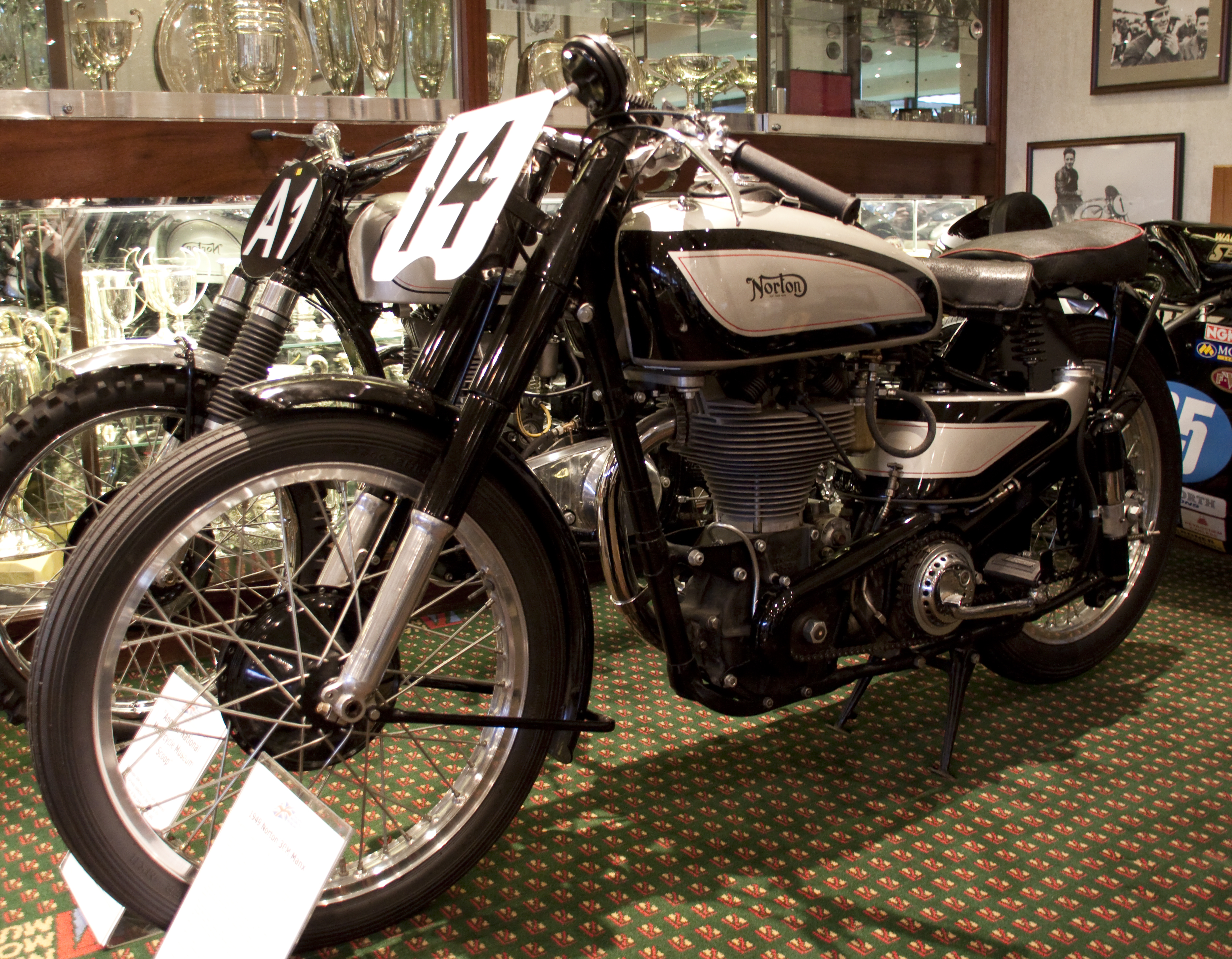
Norton Manx uit 1949, nog met het oude garden gate frame.

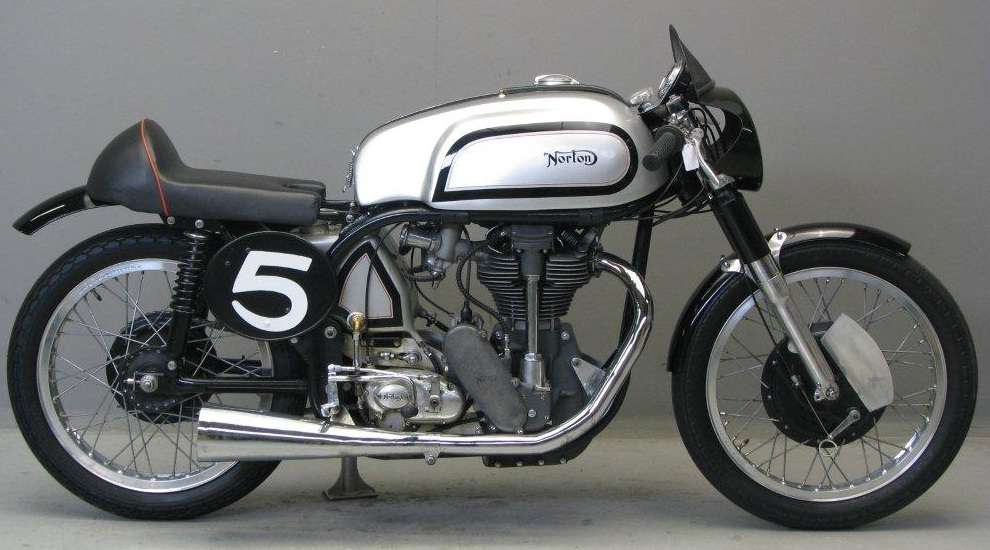
Norton Manx uit 1952 met het featherbed frame.

### Manx Grand Prix
Johnny Lockett begon zijn carrière in de Manx Grand Prix van 1936, waar hij in de Junior race (350 cc) met een Norton vijfde werd. Hij zou het merk Norton zijn hele carrière trouw blijven. In 1937 kwam hij naast de Junior klasse ook in de 500cc-Senior race uit. In de Junior werd hij derde, in de Senior negende. In 1938 werd hij tweede in de Senior race.

### Isle of Man TT
In 1939 promoveerde hij naar de Isle of Man TT. In de Junior TT eindigde hij als zestiende en in de Senior TT haalde hij de finish niet. Na een lange onderbreking door de Tweede Wereldoorlog kon hij pas in 1948 weer aan de start komen. Hij werd vierde in de Junior TT en viel uit in de Senior TT. 

### Wereldkampioenschap wegrace
In 1949 begon het wereldkampioenschap wegrace en Johnny Lockett reed met Nortons in de 350- en de 500cc-klasse. Johnny Lockett maakte in die tijd in elk geval samen met Artie Bell, Geoff Duke en Harold Daniell deel uit van het team dat beproevingen deed met het nieuwe, door Cromie en Rex McCandless ontwikkelde featherbed frame. Norton had nog geen fabrieksteam, maar Lockett, Bell en Daniell kregen hun racemachines gratis ter beschikking. In zijn eerste WK-race, de Junior TT van 1949, werd hij zevende, maar in de Senior TT waren Daniell (eerste) en Lockett (tweede) veruit de snelsten. In de 500cc-TT van Assen waren de Gilera's van Nello Pagani en Arciso Artesiani en de AJS E90 van Les Graham te snel, en Lockett werd hier vijfde, maar in de 350cc-klasse eindigde hij als derde. Ook in de 350cc-Grand Prix van België eindigde hij als derde. In dat jaar werd hij ook tweede in de 500cc-klasse van de North West 200.
In het seizoen 1950 had Norton wel een fabrieksteam opgezet, met Johnny Lockett, Artie Bell, Harold Daniell en de relatief jonge Geoff Duke. Lockett werd derde in de Senior TT, vierde in de 350cc-TT van Assen, zesde in de 500cc-GP van Zwitserland, derde in de 500cc-Ulster Grand Prix en in de North West 200 werd hij in de 500cc-klasse tweede.
In het seizoen 1951 werd lockett weer privérijder, want Norton beperkte haar fabriekssteun tot Geoff Duke alleen. Lockett sloeg de eerste twee GP's (Spanje en Zwitserland) over, maar in de Junior TT werd hij achter Duke tweede. Dat herhaalde hij in de 350cc-GP van België, waardoor hij naar de derde plaats in het WK klom. In de 500cc-TT van Assen was hij de beste privérijder: hij werd vierde met slechts 0,2 seconde achterstand op Enrico Lorenzetti met de fabrieks-Moto Guzzi Bicilindrica 500. In de Franse Grand Prix werd hij in de 350cc-klasse vierde. Daardoor was hij de enige overgebleven coureur die Geoff Duke theoretisch nog van de 350cc-wereldtitel kon afhouden, maar toen Duke de Ulster Grand Prix won en Lockett daar derde werd was die kans voorbij. Omdat Lockett niet in de 350cc-GP des Nations startte werd hij in de eindstand nog gepasseerd door AJS-rijder Bill Doran. In de North West 200 werd Lockett zowel in de 350- als de 500cc-klasse tweede.

## Wereldkampioenschap wegrace resultaten

### Puntentelling
|                    | 1e | 2e | 3e | 4e | 5e | 6e | snelste ronde |
| ------------------ | -- | -- | -- | -- | -- | -- | ------------- |
| Punten 1949:       | 10 | 8  | 7  | 6  | 5  | 0  | 1             |
| Punten vanaf 1950: | 8  | 6  | 4  | 3  | 2  | 1  | 0             |

| Jaar | Klasse | Team   | Motorfiets      | 1     | 2       | 3       | 4       | 5       | 6      | 7     | 8      | Punten | Plaats | Overwinningen |  | Wereldkampioen                       |
| ---- | ------ | ------ | --------------- | ----- | ------- | ------- | ------- | ------- | ------ | ----- | ------ | ------ | ------ | ------------- |  | ------------------------------------ |
| 1949 | 350 cc | Privé  | Norton 40M Manx | IOM 7 | ZWI -   | NED 3   | BEL 3   | ULS -   |        |       |        | 14     | 5e     | 0             |  | Freddie Frith, Velocette KTT Mk VIII |
| 1949 | 500 cc | Privé  | Norton 30M Manx | IOM 2 | ZWI DNF | NED 5   | BEL DNF | ULS DNF | NAT -  |       |        | 13     | 7e     | 0             |  | Les Graham, AJS E90                  |
| 1950 | 350 cc | Norton | Norton 40M Manx | IOM 6 | BEL -   | NED 4   | ZWI -   | ULS -   | NAT -  |       |        | 4      | 9e     | 0             |  | Bob Foster, Velocette KTT Mk VIII    |
| 1950 | 500 cc | Norton | Norton 30M Manx | IOM 3 | BEL DNF | NED DNF | ZWI 6   | ULS 3   | NAT 8  |       |        | 9      | 6e     | 0             |  | Umberto Masetti, Gilera 500 4C       |
| 1951 | 350 cc | Privé  | Norton 40M Manx | SPA - | ZWI -   | IOM 2   | BEL 2   | NED -   | FRA 4  | ULS 3 | NAT -  | 19     | 3e     | 0             |  | Geoff Duke, Norton 40M Manx          |
| 1951 | 500 cc | Privé  | Norton 30M Manx | SPA - | ZWI -   | IOM DNF | BEL 6   | NED 4   | FRA 10 | ULS 5 | NAT 11 | 6      | 11e    | 0             |  | Geoff Duke, Norton 30M Manx          |

## Isle of Man TT resultaten
| Jaar | Klasse    | Team   | Motorfiets      | Plaats | Punten |
| ---- | --------- | ------ | --------------- | ------ | ------ |
| 1939 | Junior TT | Privé  | Norton CJ1      | 16     | NVT    |
| 1939 | Senior TT | Privé  | Norton CS1      | DNF    | NVT    |
| 1948 | Junior TT | Privé  | Norton 40M Manx | 4      | NVT    |
| 1948 | Senior TT | Privé  | Norton 30M Manx | DNF    | NVT    |
| 1949 | Junior TT | Privé  | Norton 40M Manx | 7      | 0      |
| 1949 | Senior TT | Privé  | Norton 30M Manx | 2      | 8      |
| 1950 | Junior TT | Norton | Norton 40M Manx | 6      | 1      |
| 1950 | Senior TT | Norton | Norton 30M Manx | 3      | 4      |
| 1951 | Junior TT | Privé  | Norton 40M Manx | 2      | 8      |
| 1951 | Senior TT | Privé  | Norton 30M Manx | DNF    | 0      |